# Lars Jonsson (artiste)
Lars Jonsson, né le 22 octobre 1952 à Stockholm, est un illustrateur naturaliste et un écrivain suédois, spécialisé dans la représentation de la faune et particulièrement des oiseaux.
Il a réalisé les illustrations de nombreux ouvrages, dont des guides d'identification des espèces.

## Biographie
Lars Jonsson est né à Stockholm en 1952. Sa passion pour la nature, acquise pendant l'enfance, le conduit à la peinture naturaliste. À quinze ans, il expose pour la première fois ses œuvres au Muséum d'histoire naturelle de Stockholm.
Il est fait docteur honoris causa de l'université d'Uppsala en 2002.

## Technique
Lars Jonsson travaille d'après nature, en observant ses sujets à l'aide d'une longue-vue terrestre.
Il peint tant à l'aquarelle qu'à l'huile, et réalise aussi des lithographies.

## Œuvres
- (en) Birds of Sea and Coast (1978) Penguin  (ISBN 0-14-063003-1)
- (en) Birds of Wood, Park and Garden (1978) Penguin  (ISBN 0-14-063002-3)
- (en) Birds of Lake, River, Marsh and Field(1978) Penguin  (ISBN 0-14-063009-0)
- (en) Birds of Mountain Regions (1979) Penguin  (ISBN 0-14-063013-9)
- (en) Identification Guide to European Passerines, publié à Stockholm dans les années 1980[source insuffisante]
- (en) The Island: Bird Life on a Shoal of Sand, Christopher Helm  (ISBN 0-7099-1443-1)
- (en) Birds of the Mediterranean and Alps Croom Helm Ltd  (ISBN 0-7099-1413-X)
- (en) Birds of Europe: With North Africa and the Middle East traduit par David Christie (1992)  (ISBN 0-7136-5238-1)
  - 1999 edition Helm (1999)  (ISBN 978-0-7136-5258-1)
- Les Oiseaux d'Europe, d'Afrique du Nord et du Moyen-Orient, guide d'identification de terrain, publié en Suède sous le titre Lars Jonssons Fåglar en 1993. Adaptation française réalisée sous la coordination de Philippe J. Dubois, avec Marc Duquet et Guilhem Lesaffre ; Paul Géroudet a contribué à cette adaptation, avec  Dominique Lafontaine. La première édition française date de 1994 ; Nathan, 2008  (ISBN 978-2-09-278280-4)
- La Lumière et les Oiseaux, illustrations de Lars Jonsson, texte de Staffan Söderblom, avant-propos de Hans Henrik Brummer, traduction-adaptation du suédois de May-Brigitte Lehman et Jacques Privat, Nathan, 2002  (ISBN 2-09-261033-3)
- (en) Birds: Paintings from a Near Horizon Princeton University Press (2009)  (ISBN 978-0-691-14151-0)
- (en) Lars Jonsson's Birds (2009)